# سونگ جائه-هو
سونگ جائه-هو (انگلیسی: Song Jae-ho؛ زادهٔ ۱۹ فوریهٔ ۱۹۹۰) شمشیرباز است.